# Saint-Étienne-du-Gué-de-l’Isle
Saint-Étienne-du-Gué-de-l’Isle ist eine französische Gemeinde mit 372 Einwohnern (Stand 1. Januar 2022) im Département Côtes-d’Armor in der Region Bretagne; sie gehört zum Arrondissement Saint-Brieuc und zum Kanton Loudéac. Der Ort liegt am Fluss Lié.

## Geschichte
Der Ortsname ist eine Zusammensetzung aus Saint-Étienne und der Furt (Gué) über den Fluss Lié. Vom 6. bis 11. Jahrhundert gehörte Saint-Étienne zur Pfarre Plumieux. Im 11. Jahrhundert war die Familie Coëtlogon im Besitz des Ortes. Eudon I., Vicomte de Porhoët, baute um 1040 eine Burg am Flussufer. Im 14. Jahrhundert kam Saint-Étienne durch Heirat an das Haus Rohan und wurde namengebend für die Linie Rohan-Gué-de-l’Isle. Im 15. Jahrhundert wurde die Burg neu errichtet. 1527 wurde eine Pfarre eingerichtet, die 1619 eigenständig wurde. Im 19. Jahrhundert bestand Saint-Étienne aus zwei getrennten Siedlungen, eine an der Burg im Norden und eine weitere im Süden, die durch die Orte Le Guindard und Gas-de-Bois en Plumieux getrennt waren. 1829 wurden die Orte zur Gemeinde Saint-Etienne-du-Gué-de-l’Isle vereinigt.
Im Lauf der Geschichte tritt die Gemeinde unter den Namen Le Guedelille (1318), Le Gue de l’Isle (1396), Saint Estienne (1490), Saint-Etienne-du-Gué-de-l’Isle (18. Jahrhundert) auf.

### Bevölkerungsentwicklung
| 1962 | 1968 | 1975 | 1982 | 1990 | 1999 | 2006 | 2014 |
| 516  | 507  | 459  | 452  | 417  | 378  | 397  | 372  |

## Sehenswürdigkeiten
Siehe auch: Liste der Monuments historiques in Saint-Étienne-du-Gué-de-l’Isle
- Kirche Saint-Étienne
- Schloss (15. Jahrhundert)